# Begonia chingipengii
Espèce
Begonia chingipengii est une espèce de plantes de la famille des Begoniaceae.
Elle a été décrite en 2014 par Rosario Rivera Rubite.